# ユストゥス・フランツ

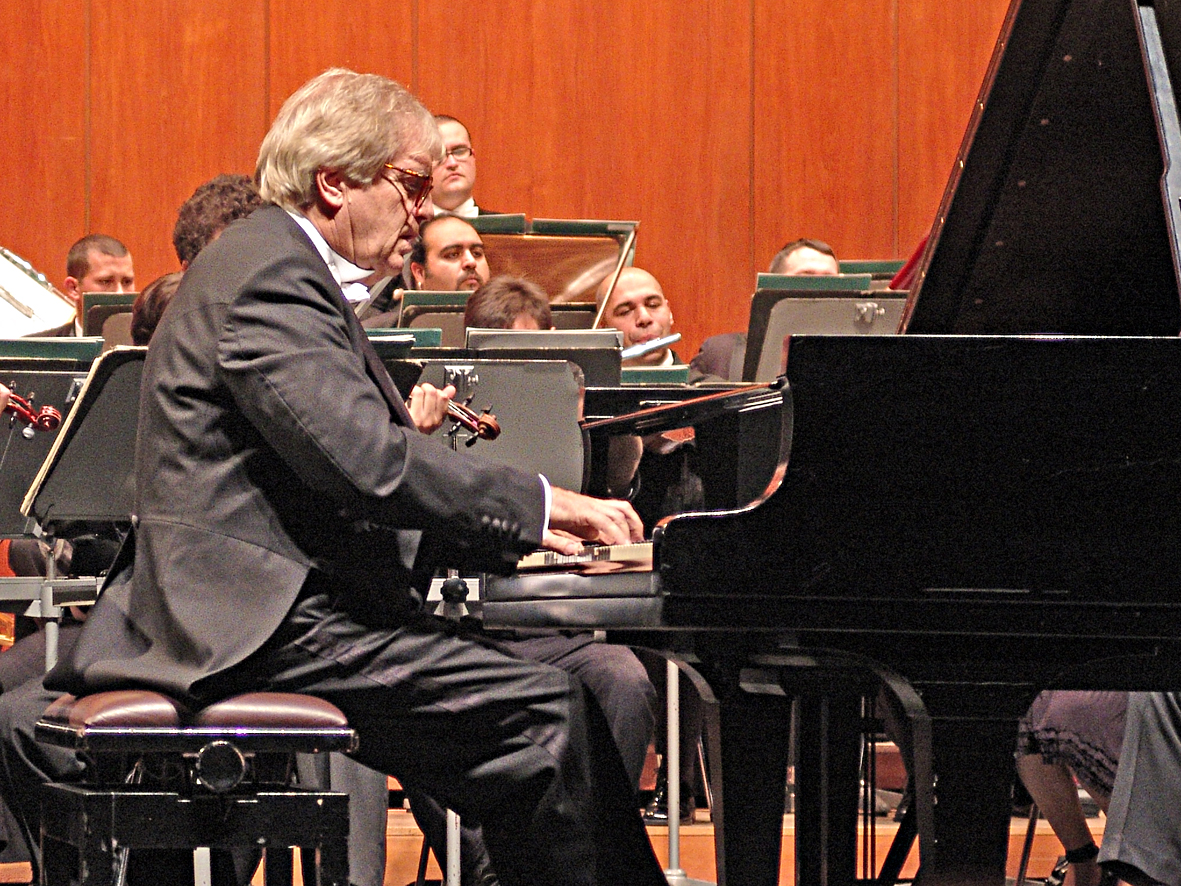

ユストゥス・フランツ（Justus Frantz, 1944年5月18日 ホーエンザルツァ（現ポーランド領イノヴロツワフ）は、ドイツの指揮者・ピアニスト・テレビタレント（司会者）。

## 略歴
4歳でピアノの演奏を始める。エリザ・ハンセン教授によって、早くに比類ない才能が認められ、培われた。1967年に、チェリストのクラウス・カンギーサー（Claus Kanngießer）との二重奏でミュンヘン国際音楽コンクールに出場して、国際的な活動の出だしを迎える。23歳の時にドイツ民間奨学基金に合格した。
とりわけヴィルヘルム・ケンプのマスタークラスで学習したことが、最も強くフランツの成長の歩みに影響した。1970年に、ヘルベルト・フォン・カラヤンの指揮するベルリン・フィルハーモニー管弦楽団と共演したことにより、世界の第一線における突破口がもたらされた。1975年に、アメリカ合衆国デビューを果たした演奏会で、レナード・バーンスタインの指揮によってニューヨーク・フィルハーモニー管弦楽団と共演した。バーンスタインとはその後も共演を重ねている。その他に共演した有名な指揮者に、ルドルフ・ケンペやカルロ・マリア・ジュリーニ、ベルナルト・ハイティンクがいる。
1986年に、ハンブルク高等音楽演劇学校の教授に就任する。出来る限り幅広い聴衆にクラシック音楽を広めることがフランツには重要だったので、同年にシュレースヴィヒ＝ホルシュタイン音楽祭を創設し、1994年まで音楽祭の監督を務めた。同音楽祭は世界的水準の音楽祭に急成長し、国際的な最先端の芸術家によって、宮殿や施設、農場で音楽活動が営まれている。さらにフランツは1989年に、ドイツ＝ソビエト青少年フィルハーモニー管弦楽団の設立者に名を連ねた。また、1995年には、さまざまな国々から新人演奏家を結集して、フィルハーモニー・デア・ナツィオーネンを結成した。
フランツは、クラシック音楽の啓蒙番組で司会者を務めていることから、ドイツ人の多くの間ではテレビタレントとして知られている。演奏会やワークショップでは、子供たちにクラシック音楽を解りやすく伝えることを心掛けており、「子供のためのクラシック」シリーズのCDも出している。
1989年に、国連難民高等弁務官の特派大使に指名され、その働きに対して大十字架勲章が授与された。

### レパートリー
フランツは第一に、古典派からロマン派までの音楽に専念している。特にヴォルフガング・アマデウス・モーツァルトの作品を専門にしており、ヨーロッパの諸都市における連続演奏会では、モーツァルト作品を上演する。クリストフ・エッシェンバッハとは、しばしば連弾曲や2台ピアノ用の楽曲で共演し、録音も残した。

### 後援会幹部との話し合い
2009年9月中旬に、オーケストラ全体の評議会や管財局、後援団体が、後援会理事長と共同でフランツに解雇通告を行なうこととなった。

## 私生活
ピアニストで元妻のキャロル・テイントンとの間にクリストファー・テイントン（1975年生）を儲けた。1990年まではアレクサンドラ・フライフラウ・フォン・レーリンゲンとも結婚していたが、彼女は現在マティアス・プリンツ夫人である。その後フランツは36歳年下のクセニア・ドゥブロフスカヤと再々婚して、ユストゥス・コンスタンティン・フランツ（2005年生）を儲けた。

## 註記
1. ↑  http://www.br-online.de/content/cms/Universalseite/2008/08/04/cumulus/BR-online-Publikation--175763-20080804122136.pdf ARD Musikwettberwerb
2. ↑  http://www.ad-hoc-news.de/frantz-frantz-dementiert-trennung-von-philharmonie-der--/de/Politik/20452828 ddp-Meldung "Frantz dementiert Trennung von Philharmonie"